# Patrick Goots
Patrick Goots (Mol, 10 avril 1966) est un joueur de football belge. Il évoluait au poste d'attaquant. 
Patrick Goots était doté d'un terrible « goalinstinct » - instinct du buteur. Il marqua 158 buts en 286 matches de Division 1 belge. Pendant toute sa carrière, il tint cette moyenne "d'au moins un but tous les deux matches" qui lui valut le surnom de « Patje Boum-Boum ».
Il remporta le titre dans 3 des 4 niveaux des séries nationales belges, seul le titre national (D1) lui échappa.

## Longue carrière
Fait assez rare pour un joueur de champ, il joua en séries nationales jusqu'à l'âge de 43 ans.
Marquant des buts dans toutes les positions, parfois en glissant le cuir dans des « trous de souris », et se montrant très efficace lors de ses tentatives en zone de conclusion, Patrick Goots reçut le surnom de « Patje Boum-Boum ». Il fut plusieurs fois meilleur buteur en Division 2 et Division 3.
Il débuta en équipe première au K. FC Dessel Sport. Même s'il ne put empêcher le club campinois d'être relégué en Promotion, Goots est remarqué pour ses capacités offensives. En 1986, il fut transféré à Lommel avec lequel il est sacré champion de D3 la saison suivante. Après une bonne saison dans l'antichambre de l'élite, Goots fut transféré au Beerschot et fit ses grands débuts en Division 1 lors de la saison 1988-1989.
Après deux saisons au Kiel et 17 buts lors de l'exercice initial, Patrick Goots émigra une saison à Courtrai avant de passer à Genk. Au bout de sa 3e saison dans le Limbourg, le club fut relégué. Goots passa à Beveren. Après deux fois 14 buts pour les Waaslandiens, il ne put empêcher le club d'être relégué en 1996. Goots resta dans la plus haute division en transitant une saison par Saint-Trond mais cela ne fut pas un grand succès.
À 31 ans, certains le pensaient "fini". Goots rejoignit alors le KV Turnhout où il termina deux fois de suite meilleur buteur de D2. Il enchaîna avec un troisième titre après être passé à l'Antwerp avec lequel il fut champion de Division 2. Goots enchaîna alors quatre saisons parmi l'élite belge (120 matches et 51 buts). En 2004, le "Great Old" fut relégué. Goots rejoignit alors le Club Malinois avec qui il fut sacré champion de Division 3.
Après une 2e saison "Derrière les Casernes", il retourna dans sa région natale, à Mol-Wezel. À 41 ans, il ne manqua qu'une seule des 30 parties de championnat durant lequel il scora à 19 reprises. Il obtint le 4e titre de champion de sa carrière et monta avec le club en Division 3. En novembre 2007, il inscrivit le 400e but (en championnat) de sa carrière.
En janvier 2009, il passa à Tessenderlo mais, dès le mois suivant, une sérieuse blessure au genou l'obligea à arrêter sa carrière de joueur. Il avait alors 43 ans et 10 mois.
Depuis, pour le "fun" mais avec sérieux, Patrick Patje Boum-Boum Goots entraîne la petite formation amateur du FC De Kempenzonen.
Au grand regret du joueur, les grands clubs belges ne lui donnèrent jamais sa chance (Il joua 3 saisons à Genk mais ce fut avant l'éclosion du club limbourgeois). Malgré ses statistiques très positives, Patje Boum-Boum fut ignoré des sélectionneurs et ne fut donc jamais Diable Rouge.

## Look particulier et hommage
Alors que la mode masculine se tournait vers des "coupes plus courtes", Patrick Goots continua d'arborer longtemps le look "hard-rocker", avec une longue chevelure (souvent nouée en "queue de cheval") et un anneau dans l'oreille. Le tout jumelé d'un caractère entier mais débonnaire.
Pour de nombreux professionnels de la coiffure, il restera connu comme l'inventeur de la combinaison "queue de cheval/calvitie".
En l'honneur de ce look atypique et de sa carrière exemplaire vécue dans l'ombre des médias internationaux, une équipe d'ABSSA (football corporatif amateur) basée à Limelette, a décidé de lui rendre hommage en se nommant Patjes FC et en arborant son effigie sur leur cœur à chaque match.

## Palmarès
- Champion de D2 : 1 (2000)
- Champion de D3 : 2 (1987, 2005)
- Champion de Promotion : 1 (2007)

- Meilleur buteur de D2 : 3 (1997-1998, 1998-1999, 1999-2000)